# Шпилько, Григорий Андреевич
Григо́рий Андре́евич Шпилько́ (16 [28] января 1872, Ржев, Российская империя — 1936, Москва, СССР) — российский и советский военный и государственный деятель; известен также как исследователь Памира.
Происходил из бедной семьи, рано потерял отца. Поступил на службу вольноопределяющимся, из армии уже поступил в Санкт-Петербургское пехотное юнкерское училище, после которого выпустился офицером и продолжил своё образование параллельно с несением службы. Окончил картографические курсы при Военно-топографическом училище и поступил в Николаевскую академию Генерального штаба. Принимал участие в Русско-японской войне, прервав для этого обучение. В 1909 году получил назначение в Туркестанский военный округ, где занимался демаркацией границы с Китаем. В 1912 году получил назначение начальником Памирского отряда, в этой должности занимался исследованиями образовавшегося в 1911 году Сарезского озера. Его исследования стали первыми, сделанными подробно, полученные им результаты используются до сих пор. Параллельно Шпилько занимался развитием инфраструктуры региона.
С началом Первой мировой войны был переведён на фронт на должность начальника штаба 2-й Финляндской стрелковой дивизии. В октябре 1917 года перешёл на сторону революции, занимал штабные должности в РККА, а после 1922 года — в НКВД. В 1931 году перешёл в управление коммунального хозяйства при СНК РСФСР. Помимо родного русского, знал три языка — немецкий, французский и фарси.

## Биография

### Ранние годы
Григорий Шпилько родился 16 (28) января 1872 в Ржеве, куда семья его деда, участника обороны Севастополя, переехала после Крымской войны. Православный. Когда Григорию было 2 года, его отец умер, мать осталась с 8 детьми, старшему из которых было 16 лет. Получил образование сначала в приходском, после в уездном училище. После обучался бесплатно (по причине бедности) в 4-классной Ржевской городской прогимназии, а по её окончании стал работать — сначала в акцизном управлении, а позднее — на материальном складе железной дороги.

### В Русской Императорской армии

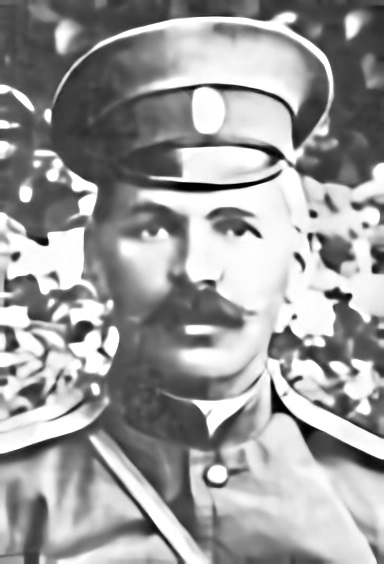
Капитан Шпилько, 1908 год

По достижении в 1892 году призывного возраста Шпилько был принят вольноопределяющимся на казённый счёт в 8-й гренадерский Московский полк. Там он подготовился и 28 декабря 1892 года (9 января 1893 года) выдержал экзамен в Санкт-Петербургское пехотное юнкерское училище. В 1895 году выпущен из училища подпрапорщиком с переводом в 5-й гренадерский Киевский полк. 29 декабря 1896 года (10 января 1897 года) произведён в подпоручики (со старшинством с 1 (14) сентября 1896 года) и с переводом в 157-й пехотный Имеретинский полк. Пользуясь тем, что в полку у него было много свободного времени, он начал изучать науки и немецкий язык. 1 (14) сентября 1900 года Шпилько получил чин поручика и в том же году поступил на офицерские курсы при Военно-топографическом училище. В 1902 году он окончил курсы, успешно сдав чертёжные и съёмочные работы, и получил назначение по топографической работе, от которого отказался в связи с желанием поступать в академию Генерального штаба. Кроме подготовки по различным наукам в это время он изучил французский язык.
В 1904 году Шпилько поступил в Николаевскую академию Генерального штаба. В 1904—1905 годах он прервал обучение, чтобы принять участие в боевых действиях в Маньчжурии, в ходе которых 4 (17) сентября 1904 года стал штабс-капитаном. По возвращении он продолжил обучение и в 1907 году окончил академию по 1 разряду с присвоением ему 7 (20) мая чина капитана. Цензовое командование ротой отбывал в 157-м пехотном Имеретинском полку с 9 (22) ноября 1907 по 1 (14) ноября 1909 года.

#### Служба в Средней Азии
26 ноября (9 декабря) 1909 года Григорий Шпилько вступил в обер-офицерскую должность для поручений при штабе Туркестанского военного округа. В 1911 году по соглашению между Министерством иностранных дел и Военным министерством Шпилько был командирован штабом Туркестанского округа на Памир для обследования приграничных районов и демаркации границы с Китаем. 10 (23) марта того же года он был принят в Русское географическое общество. В 1912 году узнал о предстоящем назначении начальником Памирского отряда вместо Александра Муханова и стал изучать фарси в школе восточных языков.

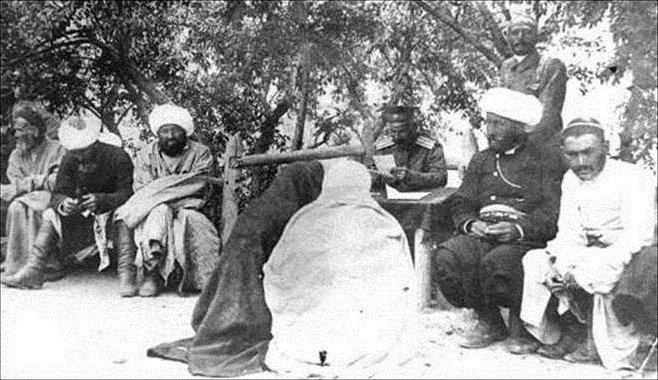
Г. А. Шпилько (сидит за столом) принимает обращения местного населения, Хорог, 1914 год

Получив в начале 1912 года назначение, Шпилько в первую очередь занялся исследованием результатов Памирского землетрясения, произошедшего 18 февраля (3 марта) 1911 года и помощью пострадавшим: так, например, с помощью офицеров по подписке он собрал 2276 рублей 83 копейки для закупки семян и продовольствия для переселённых жителей кишлака Сарез, затопленного водами образовавшегося при землетрясении завального озера. В мае 1913 года он направил представителя администрации из Рушана к образовавшемуся озеру с задачей установить рейки для установления скорости подъёма воды. А осенью того же года была организована экспедиция из 2 офицеров, 2 солдат и 2 таджиков под управлением самого Шпилько с использованием плота, собранного из 24 турсуков, закреплённых на деревянной раме. В результате экспедиции были составлены топографические карты Сарезского озера, измерена его глубина, а главное — высказано и подкреплено практическим материалом предположение, что Усойский завал достаточно прочен, чтобы не быть прорванным при повышении уровня озера. Было предположено, что уровень озера в будущем стабилизируется за счёт фильтрации воды через части завала, сложенные крупными блоками породы. Новым завалу и озеру Шпилько присвоил наименования по имени кишлаков, ими уничтоженных, в дальнейшем эти названия стали общеупотребительными. Также результаты измерений, проведённых его экспедицией, опубликованные в Известиях Русского географического общества, стали опорой дальнейших исследований на десятилетия. 6 (19) декабря 1913 года Шпилько получил чин подполковника.
Несмотря на занятость проблемой Сарезского озера, Шпилько уделял внимание и административным вопросам: под его руководством проводился ремонт дорог на территории участка, что сказалось на улучшении благосостояния жителей отдалённого региона, была построена электростанция в Хороге, оборудование для которой доставили по горным тропам. Последнее привело к тому, что к 1 (14) июля 1914 года керосиновое освещение в Хороге заменили электрическим. Была открыта первая на Памире русская школа для местного населения. Регулярно он лично проводил приём обращений жителей, решал те их проблемы, которые находились в его ведении. Под его руководством была проведена реформа управления — была упразднена должность исполняющего обязанности Шугнанского бека, так как занимавший эту должность человек, подчинявшийся Гиссарскому кушбеги, не выполнял никаких функций, за исключением каждодневного приветствия начальнику отряда.

#### Первая мировая война

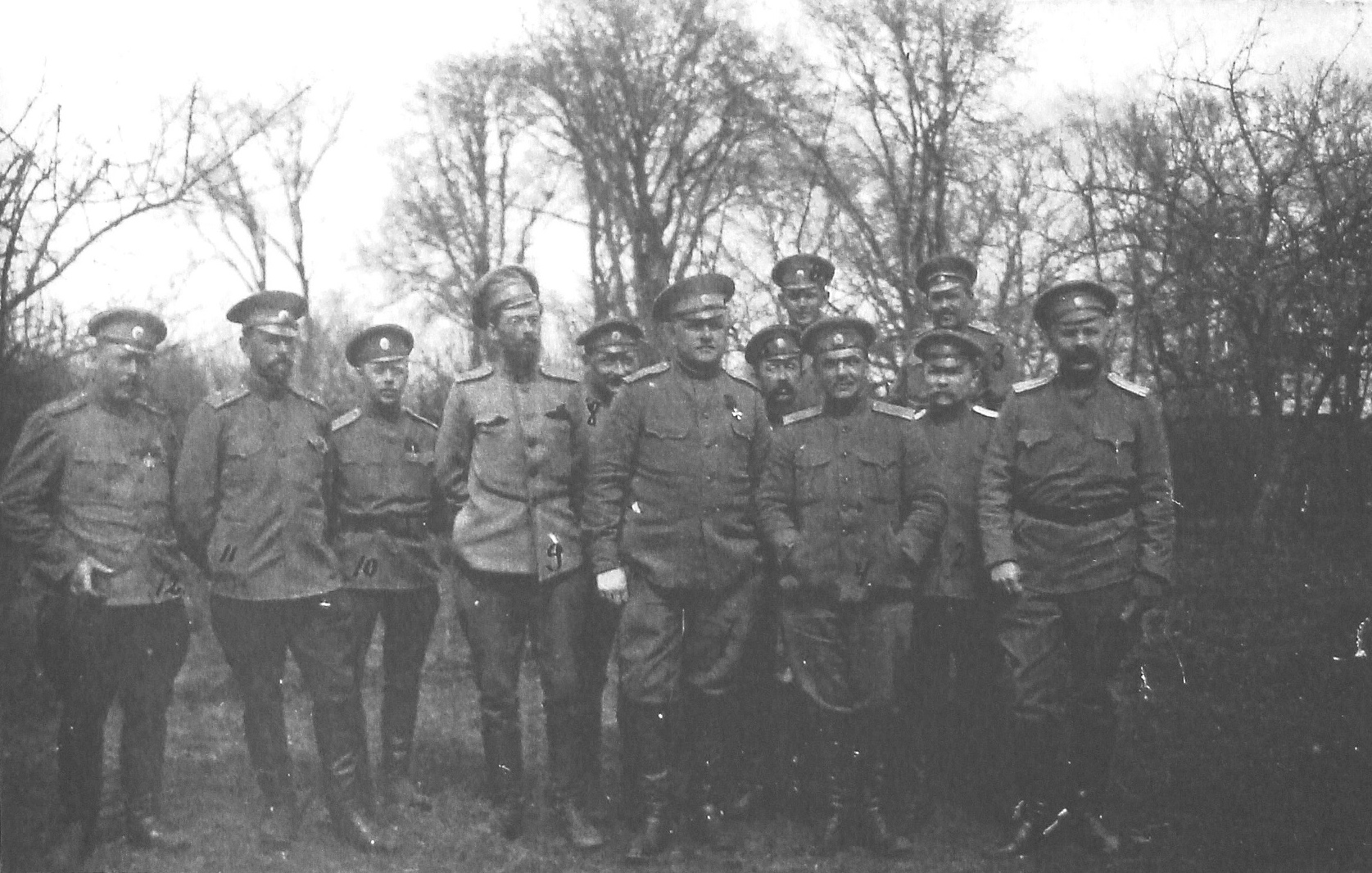
Шпилько (крайний справа) с офицерами 2-й Финляндской стрелковой дивизии

18 (31) октября 1914 года в связи с началом Первой мировой войны Григорий Шпилько был переведён в Главное управление Генерального штаба, откуда сразу командирован в действующую армию. 1 (14) декабря он получил назначение в 11-ю армию, где служил сначала помощником старшего адъютанта генерал-квартирмейстера штаба, а с 23 февраля (8 марта) 1915 года — старшим адъютантом. Получил предназначение на должность начальника штаба 2-й Финляндской стрелковой дивизии и 20 июля (2 августа) июля отбыл для её занятия.
4 (17) августа Шпилько прибыл в дивизию и приступил к исправлению должности начальника штаба. Александр Свечин позднее вспоминал, что Шпилько был «редким мастером по канцелярской части», умевшим наладить штабную бюрократию идеально, хоть и избегавшим работы в поле. При этом, он отмечал, что будучи честным бюрократом, Шпилько никогда не оставлял дивизию в трудное время. 6 (19) декабря он получил чин полковника за отличие по службе. В начале 1917 года Шпилько стал командиром 6-го Финляндского стрелкового полка.

### В Советской России
После победы Октябрьской революции Шпилько принял новую власть. При этом с 16 по 27 апреля 1918 года он состоял в распоряжении начальника Генерального штаба, одновременно состоя в распоряжении начальника Всероглавштаба. 17 апреля он был арестован без предъявления обвинения, а после освобождения добровольно вступил в РККА. Служил в штабе Петроградского военного округа, вскоре стал его начальником. После в том же году занял должность начальника штаба обороны железных дорог РСФСР. В ноябре 1919 года временно занимал должность начальника штаба 11-й армии, а с 15 декабря стал начальником штаба Туркестанского фронта. После — в 1921 году — был военруком Башкирского военного комиссариата. В июле 1921 года занял должность начальника Академического отдела Главного управления высшими учебными заведениями, стал преподавать в Военной академии и Военно-инженерной школе.
В августе 1922 года демобилизовался из РККА и поступил на службу начальником отдела Главного управления НКВД РСФСР. В дальнейшем работал на различных должностях в НКВД, в 1931 году перешёл в управление коммунального хозяйства при СНК РСФСР. В 1934 году вышел на персональную пенсию республиканского значения по состоянию здоровья. Скончался в 1936 году в Москве в кругу семьи.

## Семья
Григорий Шпилько был женат, единственная дочь — Ариадна — в 1932 году окончила Московский геологоразведочный институт, принимала участие во многих экспедициях по поиску полезных ископаемых на территории СССР.

## Награды
- Орден Святого Владимира[1]:
  - 4 степени с мечами и бантом (18 марта 1915, утверждён 28 сентября 1915),
  - 3 степени с мечами (26 августа 1916);
- Орден Святой Анны[1]:
  - 3 степени (1909, утверждён 25 марта 1909),
  - 2 степени (высочайший приказ 5 января 1915, мечи 11 ноября 1915, утверждены высочайшим приказом 2 июля 1916);
- Орден Святого Станислава[1]:
  - 3 степени (11 марта 1907),
  - 2 степени (6 декабря 1913, мечи 18 июля 1916).

13 мая 1916 Григорий Шпилько был удостоен Высочайшего благоволения «за отлично-усердную службу и труды, понесенные во время военных действий».

### Комментарии
1. ↑  «Отсутствие данных о завале и о той опасности для населения, которую может представлять прорыв озера, — побудил начальника Памирского отряда лично во главе экспедиции „из чинов отряда“ посетить завал и озеро»[10].
2. ↑  Турсук — надутый воздухом мешок из бараньего меха.
3. ↑  «…в рапорте от 5 августа 1914 года писал, что с 1 июля 1914 года керосиновое освещение Памирского отряда заменена электричеством: „Пост освещается двумя дуговыми фонарями по 900 свечей и 88‑ю лампочками», в рапорте также отмечено, что уже работает мельница с 15 умола в час…“»[10].
4. ↑  «В рапорте от 15 октября 1912 года капитан Шпилько писал:  „Обходительное обращение с детьми, хорошее питание и новизна школьной обстановки, очевидно, нравилось таджикам: школа стала пользоваться хорошей репутацией и желающих отправить своих детей в школу находилось достаточно“»[10].
5. ↑  Кушбеги — главный визирь, управляющий государственными делами в Бухарском эмирате.
6. ↑  исполнял должность с 30 декабря (12 января 1916)